# شرکت پتروشیمی خراسان
شرکت پتروشیمی خراسان در بجنورد، مرکز استان خراسان شمالی با مساحت ۲۰۴ هکتار یکی از بزرگ‌ترین تولیدکنندگان مواد شیمیایی و همچنین از مهم‌ترین طرح‌های زیربنایی کشور ایران بوده است که در سال ۱۳۷۱ به تصویب رسید و فاز نخست آن در سال ۱۳۷۵ مورد بهره‌برداری قرار گرفت.

## تاریخچه
شرکت پتروشیمی خراسان به صورت شرکت سهامی خاص تأسیس شده و طی شماره ۷۹۳۸۸ مورخ ۱۷ تیر ۱۳۶۹ در اداره ثبت شرکت‌ها و مالکیت صنعتی تهران به ثبت رسیده است که براساس صورتجلسه مجمع عمومی فوق‌العاده مورخ ۷ مهر ۱۳۸۶ تبدیل نوع شرکت از سهامی خاص به سهامی عام و همچنین جایگزینی اساسنامه جدید بجای اساسنامه قبلی مورد تصویب قرار گرفت.

### واگذاری
شرکت پتروشیمی خراسان طی مراحل قانونی تحت شماره ثبت جدید ۲۷۵۰ براساس نامه ۴۶۰۳ مورخ ۱۷ اردیبهشت ۱۳۸۷ اداره کل ثبت اسناد و املاک استان خراسان شمالی در تاریخ مذکور به ثبت رسیده است. در تاریخ ۲۶ آبان ۱۳۸۸ از طریق سازمان خصوصی‌سازی برای رد دیون دولت به مؤسسه صندوق_ذخیره_فرهنگیان و سپس طبق قرارداد صلح حقوقی به پتروفرهنگ واگذار شد. سرمایه شرکت مبلغ ۱٫۷۸۹٫۹۱۲٫۰۰۰٫۰۰۰ ریال به تعداد ۱٫۷۸۹٫۹۱۲٫۰۰۰ سهم یک هزار ریالی با نام است.

## محصولات
این شرکت تولید کنندهٔ آمونیاک، اوره و ملامین است که در سه مدل به روش‌های استاندارد بسته‌بندی می‌شوند.

### میزان محصولات
پتروشیمی خراسان واقع در بجنورد سالانه (۵۵۹٫۳۵۰ هزار تن) کود شیمیایی اوره، ۳۳۰ هزار تن آمونیاک، ۲۰ هزار تن کریستال ملامین و ۵۰۰ تن ازت مایع تولید می‌کند

## مأموریت
شرکت پتروشیمی خراسان (سهامی عام) تولیدکننده آمونیاک، اوره، کریستال ملامین و ازت مایع که دارای شش استاندارد ایزوی مدیریتی است. محصولات این شرکت بخشی از نیاز کشاورزی و صنایع بازارهای داخل و خارج ایران را تأمین می‌کند.

## سهامداران
شرکت‌های تاپیکو با (۴۴٪)، پتروفرهنگ با (۱۹٪)، نفت و گاز پارسیان با (۱۳٪) سهامداران اصلی پتروشیمی خراسان هستند. همچنین حاشیه سود خالص در سال ۱۴۰۱ و ۱۴۰۰ به ترتیب ۶۳٪ و ۶۱٪ بوده است.

## افتخارات شرکت
از مهم‌ترین افتخارات این شرکت می‌توان به کسب تندیس بلورین دهمین دوره جایزه تعالی صنعت پتروشیمی، تندیس و تقدیرنامه واحد صادرکننده نمونه ملی، کسب مدال طلای دومین دوره مسابقات ملی مهارت کارگران، تندیس و تقدیرنامه بنگاه برتر و بهره‌ور اقتصادی در مجموعه صندوقهای بازنشستگی وزارت کار، تعاون و رفاه‌اجتماعی (صهبا)، لوح سپاس و تندیس شرکت برتر استانی در جایزه جوانی جمعیت و لوح تقدیر نوآوری سبز در دومین جایزه و همایش پتروفن اشاره کرد.
همچنین شرکت پتروشیمی خراسان در سی و پنجمین جشنواره امتنان از کارگران نخبه و گروه‌های کار و واحدهای نمونه ملی با حضور رئیس جمهور وقت رئیسی از پتروشیمی خراسان در اردیبهشت ۱۴۰۳ به عنوان واحد نمونه ملی در سطح ایران تقدیر شد.

## خوراک
خوراک اصلی این مجتمع گاز طبیعی است که میزان مصرف سالانه آن در واحدهای اوره و آمونیاک سالانه (۲۳۱ میلیون مترمکعب استاندارد گاز خوراک + ۲۵۱ میلیون متر مکعب گاز سوخت) میلیون متر مکعب است.

## هیئت مدیره
مصوب مجمع عمومی سال مالی منتهی به اسفند ۱۴۰۳، حسن شاه ولدی، رئیس هیئت مدیره و عضو غیر موظف و نماینده شرکت پتروشیمی فارابی، یوسف حسنی شهپر، مدیرعامل و عضو موظف هیئت مدیره و شرکت سرمایه گزاری نفت گاز پتروشیمی تأمین، قاسم عابدزاده شوکی، عضو غیر موظف هیئت مدیره و نماینده شرکت پترو فرهنگ، زهره مجیدنیا، عضو غیر موظف هیئت مدیره و نماینده شرکت پتروشیمی فن آوران، علیرضا زیبانژاد راد، نایب رئیس هیئت مدیره و عضو غیر موظف و نماینده شرکت گروه گسترش نفت و گاز پارسیان اعضای هیئت مدیره شرکت پتروشیمی خراسان را تشکیل می‌دهند.

### کمیته‌های هیئت مدیره
کمیته‌ها و کمیسیونهای تشکیل شده در شرکت که زیر نظر هیئت مدیره هستند شامل سه کمیتهٔ حسابرسی، ریسک و کمیته انتصابات است.

## تأمین آب پایدار
توجه به روند تغییرات اقلیمی و ریسک‌های سطح بالای ناشی از خشکسالی، پتروشیمی خراسان موضوع تأمین منابع آبی جدید و پایدار را دوارد مدار کرد. در همین راستا و با نگاه اجرای طرح‌های توسعه ای آینده و توسعه محیط زیست منطقه، «پروژه تصفیه و انتقال پساب شهر بجنورد به مجتمع پتروشیمی خراسان» با اعتباری بالغ بر ۱۲هزار میلیارد ریال از مصوبات سفر ریاست جمهوری به خراسان شمالی در سال ۱۴۰۱ بود که روند اجرای پروژه در سال ۱۴۰۳ در آستانه بهره‌برداری قرار گرفت.